# Harry Cobe
Harry Cobe (ur. 17 grudnia 1885 roku w Wakefield, zm. 24 lipca 1966 roku w East Candia) – amerykański kierowca wyścigowy.

## Kariera
W swojej karierze Cobe startował głównie w Stanach Zjednoczonych w pojedynczych wyścigach, a także w rundach zaliczanych do klasyfikacji mistrzostw AAA Championship Car oraz towarzyszącym mistrzostwom słynnym wyścigu Indianapolis 500. W 1907 roku wygrał 24-godzinnym godzinny wyścig na torze Maxwellton Track, a rok później był również najlepszy w innym wyścigu 24-godzinnym - na plaży w Brighton. W pierwszym sezonie startów w mistrzostwach AAA, w 1909 roku z dorobkiem dziesięciu punktów został sklasyfikowany na 75. miejscu w końcowej klasyfikacji kierowców. W 1911 roku osiągnął linię mety toru Indianapolis Motor Speedway jako dziesiąty. W mistrzostwach AAA Championship Carwystartował łącznie w trzech wyścigach, w ciągu których uzbierał łącznie trzydzieści punktów, które dały mu pięćdziesiątą pozycję w klasyfikacji generalnej.